# Requint (cordòfon)

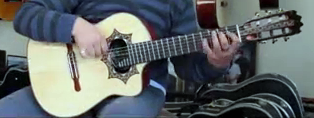
Qualcú tocant un requint

El requint  és el nom genèric d'una sèrie d'instruments cordòfons similars a la guitarra, encara que més xicotet, les característiques varien d'acord amb la regió.

## Requint aragonès
És un instrument de la família de la guitarra, també anomenat guitarró, de mida més petita que aquella i que té quatre cordes de budell (o niló en factures modernes), encara que també es denomina requinto, guitarro o guitarró de cinc cordes, un instrument molt proper a la guitarra barroca i que té la seva mateixa afinació. També hi ha les denominacions guitarrico o guitarreta.
El requint, guitarró o guitarra és un dels instruments habituals en la rondalla o conjunt instrumental propi de la jota aragonesa, encara que el seu nombre sol ser reduït i fins i tot haver un de sol, que té una funció rítmica de tessitura aguda. Un dels seus intèrprets més cèlebres va ser el llegendari i també cantador de jota Mariano Malandía, el "Tuerto de las Tenerías».
Les dues possibles afinitat d'aquest requint són: 
1a corda 
SI - FA # - RE - LA - MI 
LA - MI - DO - SOL - RE 
La primera afinació té un so més brillant.
Aquest instrument té com a particularitat el que els acords es toquen de forma inversa a la guitarra convencional és a dir: 
Quan es toca una posició de l'acord de LaM en el requint s'obté el mateix so que un mi M tocat a la guitarra, i així en la major part d'acords majors (no tots).

## Requint argentí
És similar al mexicà. És una guitarra clàssica (de vegades més petita) afinada com amb celleta al 5è trast (d'aquí prové el nom). En general usa les cordes estàndard de guitarra repetint en la 1a i la 2a la corda més fina i arribant a la 6 a amb una corda normal de 5 ª, també s'empra una corda més fina d'arpa per la 1 ª. La seva afinació és (d'aguts a greus) la, Mi, Do, Sol, Re, La. S'utilitza generalment en el folklore per melodies i sols perquè el seu registre més "cantable" ho fa molt adequat.

## Requint colombià
Posseeix dotze cordes fetes d'acer, distribuïdes en quatre ordres triples; antigament tenia 10 cordes, dos triples i dos dobles. Amb ell s'interpreta la línia melòdica en un conjunt. Encara que es pot puntejar amb els dits, per velocitat s'usa el plectre. S'usa en l'execució de ritmes típics colombians com bambucos, guabinas, passadissos, remolins i música carranguera. La seva afinació (d'agudes a greus) és mi, Si, Sol i Re, que coincideix amb les quatre primeres cordes de la guitarra. Inicialment s'afinava un to més baix, és a dir, Re, La, Fa i Do. El primer ordre s'afina una quinta per sota pel que fa al segon, o una segona per sobre del quart.

## Requint mexicà
Té sis cordes, i té una forma semblant a la de la guitarra, encara que més xicotet. L'afinació és similar a la de la guitarra amb celleta en el cinquè trast. Per tant, l'afinació del requint és A (la), E (mi), C (do), G (sol), D (re) i A (la). S'utilitza principalment per a interpretació de boleros, trova yucateca i sons istmeños. També la quinta huapanguera és coneguda minoritàriament com a  requint . Usa acords de guitarra.

### Requint jarocho
Tipus de guitarra petita mexicana de 4 o 5 cordes, usada en el son jarocho.

## Requint peruà
Com el seu semblant colombià, té dotze cordes fetes d'acer, encara que distribuïdes en sis ordres dobles. S'usa en l'execució de la música típica del Perú. L'afinació d'aquest cordòfon és: Si, Fa #, Re, La, Mi, Si. És interessant fer notar que l'afinació dels quatre primers ordres és la inversa del quatre veneçolà. La separació entre notes entre un ordre i el seu veí, en aquest cas, és d'una quinta.

## Requint veneçolà
També posseeix dotze cordes fetes d'acer, distribuïdes en quatre ordres triples. Se'l sol anomenar guitarro, guitarro primer o primer. S'usa per acompanyar la música andina veneçolana. La seva afinació és la del seu semblant colombià, amb la diferència que la tercera corda de cada ordre està afinada una octava més baixa que les altres dues. Una altra afinació altern és: Si, Fa #, Re, La. No obstant això, en el primer ordre totes les cordes estan afinades igual, i en la resta ordres, la tercera corda està afinada una octava més baixa. Curiosament, aquesta última és la mateixa afinació (però en sentit invers) del cuatro veneçolà.